# Ернст Філіпп (генерал-лейтенант)
Ернст Карл Юліус Філіпп (нім. Ernst Karl Julius Philipp; 9 травня 1895, Вайсенфельс, Німецька імперія — 29 червня 1944, Бобруйськ, БРСР) — німецький воєначальник, генерал-лейтенант вермахту. Кавалер Німецького хреста в золоті.

## Біографія
В лютому 1913 року вступив в Імперську армію. Учасник Першої світової війни. Після демобілізації армії залишений в рейхсвері. З 1 жовтня 1938 по 20 вересня 1940 року служив в інспекції артилерії ОКГ. З 1 жовтня 1940 року — командир 9-го артилерійського полку. Учасник Німецько-радянської війни. З вересня 1941 року — артилерійський командир 134, з 26 вересня 1942 року — вищий артилерійський командир 310. З 5 квітня 1943 року — командир 2-го артилерійського училища в Ютербозі. З 1 червня 1944 року — командир 134-ї піхотної дивізії. Наклав на себе руки.

## Звання
- Фанен-юнкер (лютий 1913)
- Лейтенант (19 червня 1914; патент від 23 червня 1912)
- Оберлейтенант (18 жовтня 1917)
- Гауптман (1 листопада 1925)
- Майор (1 червня 1934)
- Оберстлейтенант (1 жовтня 1936)
- Оберст (1 серпня 1939)
- Генерал-майор (1 серпня 1942)
- Генерал-лейтенант (1 жовтня 1943)

## Нагороди
- Залізний хрест 2-го і 1-го класу
- Сілезький Орел 2-го і 1-го ступеня
- Почесний хрест ветерана війни з мечами
- Медаль «За вислугу років у Вермахті» 4-го, 3-го, 2-го і 1-го класу (25 років)
- Медаль «У пам'ять 13 березня 1938 року»
- Медаль «У пам'ять 1 жовтня 1938 року»
- Застібка до Залізного хреста 2-го і 1-го класу
- Хрест Воєнних заслуг 2-го і 1-го класу з мечами
- Німецький хрест в золоті (31 січня 1942)
- Медаль «За зимову кампанію на Сході 1941/42»